# Shisen-dō

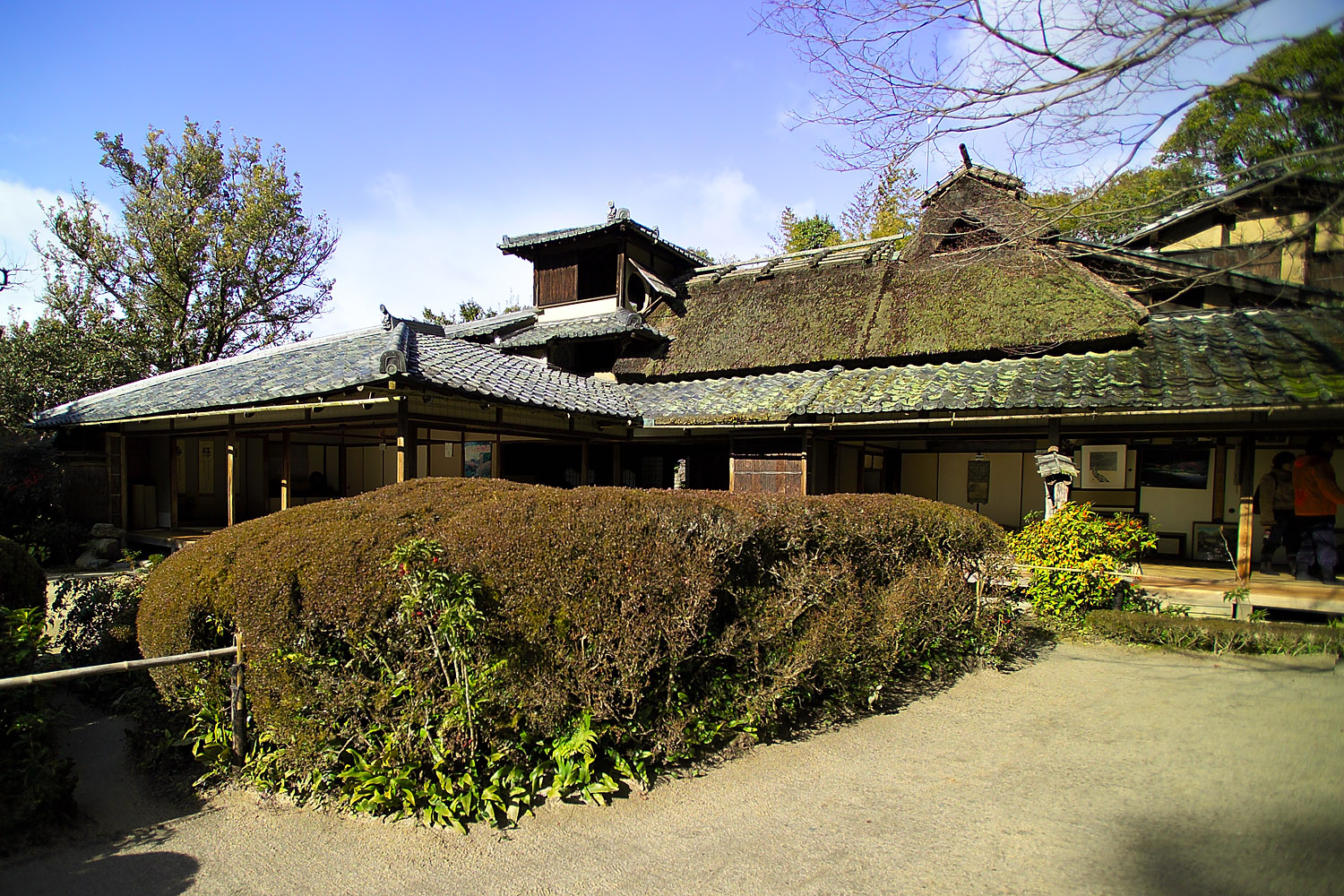
Shisen-dō.

Shisen-dō est un temple bouddhiste de l'école Sōtō du zen. Il se trouve dans le quartier de Sakyō-ku de la ville japonaise de Kyoto. Ce temple a été fondé en 1641 par Ishikawa Józan (1583-1672).